# فرانتس گرانوورکا
فرانتس گرانوورکا (انگلیسی: Frantz Granvorka؛ زادهٔ ۱۰ مارس ۱۹۷۶) بازیکن والیبال اهل فرانسه است.